# Čestereg
Čestereg (en serbe cyrillique : Честерег ; en hongrois : Csősztelek ; en allemand : Tschesterek ou Neuhatzfeld) est une localité de Serbie située dans la province autonome de Voïvodine. Elle fait partie de la municipalité de Žitište dans le district du Banat central. Au recensement de 2011, elle comptait 1 129 habitants.
Čestereg est officiellement classé parmi les villages de Serbie.

## Histoire

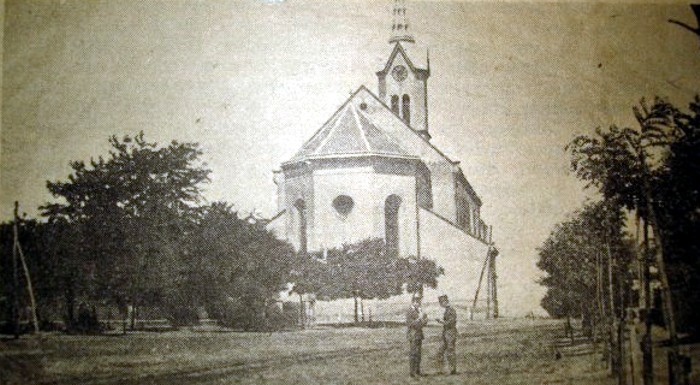
L'Église catholique, construite en 1880, démolie en 1948

Le village de Čestereg est mentionné pour la première fois en 1332 sous le nom de Cherezek. Il fut dévasté pendant l'invasion ottomane.
Au XIXe siècle, la région appartenait au comte József Csekonics.
Le village actuel a été fondé en 1828. Ses premiers habitants étaient des Hongrois, mais quand ils quittèrent le village, Csekonics y installa des populations germaniques en 1829. En 1900, la localité comptait 2 001 Allemands, 673 Hongrois et 64 Roumains. Après la Seconde Guerre mondiale, la population germanique dut prendre la fuite et des colons serbes venus d'Herzégovine et du Monténégro vinrent s'y installer.

## Démographie

### Évolution historique de la population
| 1948  | 1953  | 1961  | 1971  | 1981  | 1991  | 2002  | 2011  |
| ----- | ----- | ----- | ----- | ----- | ----- | ----- | ----- |
| 2 296 | 2 248 | 2 101 | 1 766 | 1 581 | 1 465 | 1 391 | 1 129 |

|  |